# Leichtathletik-Länderkämpfe mit deutscher Beteiligung 1931
| Leichtathletik-Länderkämpfe mit deutscher Beteiligung 1931 | Leichtathletik-Länderkämpfe mit deutscher Beteiligung 1931 | Leichtathletik-Länderkämpfe mit deutscher Beteiligung 1931 | Leichtathletik-Länderkämpfe mit deutscher Beteiligung 1931 |
| ---------------------------------------------------------- | ---------------------------------------------------------- | ---------------------------------------------------------- | ---------------------------------------------------------- |
|                                                            |                                                            |                                                            |                                                            |
| 1. Länderkampf 1931, Frauen: GER – ENG                     |                                                            |                                                            |                                                            |
| Hannover 23. August 1931                                   | Hannover 23. August 1931                                   | 1. ENG 2. GER                                              | 53 P 47 P                                                  |
| 2. Länderkampf 1931, Männer: SUI – GER                     |                                                            |                                                            |                                                            |
| Bern 29. August 1931                                       | Bern 29. August 1931                                       | 1. GER 2. SUI                                              | 88,5 P 44,5 P                                              |
| 3. Länderkampf 1931, Männer: GBR – GER                     |                                                            |                                                            |                                                            |
| Köln 30. August 1931                                       | Köln 30. August 1931                                       | 1. GER 2. GBR                                              | 7,5 Siege 4,5 Siege                                        |
| 4. Länderkampf 1931, Männer: FRA – GER                     |                                                            |                                                            |                                                            |
| Paris 6. September 1931                                    | Paris 6. September 1931                                    | 1. GER 2. FRA                                              | 89 P 62 P                                                  |
| Chronik                                                    |                                                            |                                                            |                                                            |
| ← Länderkämpfe 1930                                        | ← Länderkämpfe 1930                                        | Länderkämpfe 1932 →                                        | Länderkämpfe 1932 →                                        |

1931 wurden vier Leichtathletik-Länderkämpfe mit deutscher Beteiligung ausgetragen. Die Frauen traten wie im Vorjahr gegen England an. Gegner der Männer waren wie immer in den letzten Jahren Frankreich und die Schweiz. Hinzu kam in diesem Jahr ein weiteres Aufeinandertreffen mit Großbritannien.

## Bilanz und Wertungsmodus
Die Bilanz der Länderkämpfe im Jahr 1931 endete mit drei Siegen und einer Niederlage. Damit hatte Deutschland am Ende der Saison 21 seiner bislang 24 Länderkämpfe gewonnen und es hatte drei Niederlagen gegeben. Die Männer waren dabei aus all ihren zwanzig Begegnungen als Sieger hervorgegangen, während die Frauen einmal siegreich waren und drei Niederlagen hinnehmen mussten.
Die Regeln zur Punktevergabe blieben in den verschiedenen Begegnungen weiterhin unterschiedlich, ein durchgängig festes Wertungssystem hatte sich noch nicht etabliert.

## Länderkampf der Frauen gegen England
In ihrem vierten Länderkampf, dem 21. deutschen Vergleich insgesamt, traten die deutschen Frauen zum dritten Mal gegen England an. Der Vergleich wurde am 23. August in der deutschen Stadt Hannover ausgetragen, die zum zweiten Mal Gastgeber eines Leichtathletik-Länderkampfs war. Auch diesmal mussten sich Deutschlands Athletinnen geschlagen geben, die Engländerinnen siegten knapp mit 53 zu 47 Punkten. Es war die dritte Niederlage eines deutschen Frauenteams in der Leichtathletik und gleichzeitig auch die dritte deutsche Niederlage insgesamt.
Wie in Länderkämpfen mit zwei Nationen üblich war jedes Land in den einzelnen Disziplinen mit zwei Teilnehmerinnen vertreten. In der einzigen Staffel trat aus jedem Land ein Team an. In den Einzelwettbewerben erhielt wie in den vorangegangenen Begegnungen jede Siegerin vier Punkte, die Zweitplatzierte drei und die Drittplatzierte zwei Punkte. Die Athletin auf dem vierten Rang kam mit einem Punkt in die Wertung. In der Staffel brachte Platz eins sieben und Platz zwei drei Punkte.
Es war der bis 1934 letzte Länderkampf für Frauen. In den Jahren 1933 und 1934 wurden für die Leichtathletinnen keine Ländervergleiche ausgetragen. Erst im Juli 1934 fand in Warschau gegen Polen wieder ein Frauenländerkampf statt.

## Länderkampf der Männer gegen die Schweiz
Der seit 1921 alljährliche Länderkampf mit der Schweiz war das elfte Aufeinandertreffen der beiden Länder. In diesem Jahr fand die Begegnung am 29. August in der Schweiz statt, Gastgeber war die Hauptstadt Bern. Zu diesem Termin mussten wie schon in früheren Jahren zwei deutsche Nationalteams aufgestellt werden, denn nur einen Tag später wurde ein Länderkampf mit Großbritannien ausgetragen. Allerdings gab es auch einige Doppelstarter, die sowohl in Bern als auch einen Tag später in Köln gegen die britischen Leichtathleten antraten. Deutschland besiegte die Schweiz ein weiteres Mal, in Bern mit 88,5 Punkten gegenüber 48,5 Punkten der Mannschaft aus der Schweiz.
Die Regeln waren dieselben wie bei den vorangegangenen Aufeinandertreffen und wichen damit wie zuletzt ab vom Wertungssystem des eine Woche später ausgetragenen Länderkampfs mit Frankreich. Jede Mannschaft trat in den Einzelwettbewerben mit je zwei Teilnehmern an. Die Sieger erhielten jeweils vier Punkte, die Zweitplatzierten jeweils drei und die Drittplatzierten je zwei Punkte. Die Athleten auf dem jeweils vierten Rang kamen noch mit je einem Punkt in die Wertung. In den beiden Staffeln brachte Platz eins drei Punkte und Platz zwei einen Punkt.

## Länderkampf der Männer gegen Großbritannien
Eine Woche nach dem Frauenländerkampf gegen England und nur einen Tag nach dem Männervergleich mit der Schweiz traten die deutschen Männer in ihrem zweiten Vergleich des Jahres in Köln gegen Großbritannien an. Der insgesamt 23. Länderkampf fand am 30. August statt und Deutschland gewann mit 7,5 zu 4,5 Siegen.
Die Disziplinzusammenstellung und die Wertung sahen genauso aus wie beim letzten Aufeinandertreffen der Teams zwei Jahre zuvor in London und entsprachen nicht den üblicherweise durchgeführten Wettbewerben. Es wurden sechs Staffeln über ungewöhnliche Distanzen ausgetragen, diesmal alle über in Metern gemessenen Distanzen, darunter war auch wieder eine Staffel im Hürdensprint. Außerdem war ein Mannschaftslauf über 5000 Meter zu absolvieren. Darüber hinaus traten in fünf technischen Disziplinen zwei Teilnehmer je Nation und Disziplin an.
Im Mannschaftslauf und in den technischen Disziplinen wurden zur Ermittlung des Siegerteams die Leistungen der Teilnehmer ganz einfach addiert, in den Staffeln ergab sich der jeweilige Gewinner im Zieleinlauf. Für den Länderkampf wurden dann die so ermittelten Siege gewertet.

## Länderkampf der Männer gegen Frankreich
Am 6. September fand in der französischen Hauptstadt Paris der Länderkampf gegen Frankreich statt. In der nun sechsten Begegnung der beiden Länder und dem insgesamt 24. Länderkampf einer deutschen Mannschaft setzte sich Deutschland sehr deutlich mit 88 zu 62 Punkten durch.
Die Regeln waren dieselben wie bei den letzten Begegnungen der beiden Teams. Jede Mannschaft trat in den Einzelwettbewerben mit je zwei Teilnehmern an. Die Sieger erhielten jeweils fünf Punkte, die Zweitplatzierten jeweils drei und die Drittplatzierten je zwei Punkte. Die Athleten auf dem jeweils vierten Rang kamen noch mit je einem Punkt in die Wertung. In den beiden Staffeln brachte Platz eins drei Punkte und Platz zwei einen Punkt.